# Praid, Harghita
Praid este satul de reședință al comunei cu același nume din județul Harghita, Transilvania, România.

## Date geografice
Localitatea este așezată pe valea Târnavei Mici, la poalele Munților Gurghiului, în depresiunea Praid, la 525 m altitudine (masivul de sare atinge 580 m înălțime).

## Istoric
Săpăturile arheologice făcute în această zonă au descoperit materiale ce atestă prezența omului aici încă din cele mai vechi timpuri astfel, pe malul pârâului "Mesteacăn", s-a descoperit fragmentul unui topor de piatră ce datează de la începutul epocii bronzului. Pe vârful "Sf. Ladislau" și pe culmea "Trei dealuri", s-au gasit câte un topor, în fiecare loc, în formă de inimă aparținând culturii Coțofeni. Între pâraiele "Iuhodul Mic" și "Ulmiște", pe un platou se văd ruinele unei cetăți medievale (Cetatea Rabsonne). Cercetările arheologice facute pe platou au descoperit urmele unor locuințe de suprafață ce conțineau materiale dacice (sec.I î.e.n. - sec.I e.n.).
Volker Wollmann în monografia sa asupra mineritului subliniază prezența în imediata apropiere a zăcămintelor de sare, de fiecare dată, a unei fortificații romane. Castrul roman Praetoria Augusta de la Inlăceni a apărat exploatările de sare de la Praid.
Fosta cancelarie a minei de sare din str. Minei, ulterior dispensar medical, este monument istoric (nr. HR-II-m-B-12935). Cancelaria actuală a salinei este pe str.Gării nr.44.

## Demografie
Conform recensământului din 2021, Praid are o populație de 6.542 locuitori din care 87.89% sunt maghiari. 

## Căi de acces
- Rutiere: pe DN13A Bălăușeri - Sovata - Praid - Miercurea Ciuc (la 9 km de Sovata) sau pe DN13B Praid - Gheorgheni (58 km).
- Pe calea ferată: calea ferată îngustă Târgu Mureș - Sovata - Praid a fost o cale ferată cu ecartament ȋngust (760 mm) în lungime de 82 km, utilizată în perioada 1915-1997 pentru traficul de persoane și de marfă (durata călătoriei cca 5 ore).
- Gara Praid (acum nefuncțională) a fost punctul terminus al liniei secundare Blaj - Bălăușeri - Sovata – Praid. În prezent (2023) trenurile circulă numai din Gara Blaj până la Bălăușeri.
- Aerian: Aeroportul Târgu Mureș (70 km).

## Obiective turistice
- Salina Praid
- Cetatea medievală Rapsonné (cetatea Rabsonne, cetatea Rab), la 12 km de Praid (monument istoric).
- Rezervația Naturală Canionul de Sare
- Ștrandul cu apă sărată de la Praid, deschis în iunie 2014, cel mai mare ștrand cu apă sărată din România, având o suprafață de aproximativ 5.200 de metri pătrați
- Prima Casă de Fluturi permanentă din România[5]

## Date economice
- Exploatarea sării geme se face prin Salina Praid.

### Tehnica de deschidere în trecut a ocnelor de sare
Înainte de deschiderea unei noi ocne de sare în Ardeal și Maramureș, se făceau deobicei foraje de explorare. Dacă până la adâncimea de 36 m (18 Klafter = 18 stânjeni) nu se intercepta sarea, se renunța la proiect, din cauza adâncimii prea mari a puțurilor. Ideal era ca solul să aibă o grosime de max. 10-12 m (5-6 stânjeni). La un rezultat pozitiv al primului foraj, se executa un al doilea, la o distanță de 6 m (3 stânjeni) de primul, pentru stabilirea exactă a grosimii stratului acoperitor deasupra celui de al doilea puț. Al doilea puț se amplasa preferențial la aceiași cotă cu primul sau cu max. 4-6 m (2-3 stânjeni) diferență de nivel față de primul puț. Un puț era rezervat pentru intrarea și ieșirea minierilor din ocne (cu ajutorul unor frânghii de cânepă), iar celălalt puț pentru extragerea sării din subteran. Puțurile se săpau cu profil patratic, fiecare latură având 2,8 m (9 pași; 1 pas = 0,3 m) până la o adâncime de 4 m (2 stânjeni) sub contactul steril-sare, după care se lărgea treptat pe următorii 4 m (2 stânjeni), cu profil tot patratic. Aici se făcea așa-numitul “fundament”, din bârne de lemn incastrate în sare, pe care se sprijinea întregul puț. Apoi se arma puțul, de jos în sus, la început cu un amestec de argilă, pleavă și lână de oaie (pentru impermeabilizarea pereților), după care cu bârne (grinzi) de lemn. Grosimea armăturilor era de 0,3 m (1 pas), astfel ca profilul efectiv al puțului se reducea în final de la 2,8 x 2,8 m la 2,5 x 2,5 m. De la nivelul steril-sare în jos pereții se căptușeau cu piele de bivol, care împiedeca contactul direct al apei cu pereții de sare. Apa care picura totuși în mină era captată și scoasă la suprafață. De la nivelul “fundamentului” în jos se săpa cu profil tot mai lărgit, conic, așa că după alți cca 8 m (4 stânjeni) cele 2 puțuri alăturate se uneau. De aici, mina lua o formă conică-ogivală cu secțiunea pe cât posibil circulară (care nu se realiza practic decât rar). Mina se declara gata pentru exploatare numai după ce un agent al administrației salinei, stând pe un bulgăre de sare în mijlocul ocnei, nu mai putea atinge tavanul ocnei cu ciocanul. Din acest moment, salariul tăietorilor de sare scădea de la 4,5 creițari (4,5 Kreuzer) pentru fiecare bloc de sare, la obișnuitul tarif de 1,5 creițari. Ocna era dată atunci oficial în funcțiune, primind totodată un nume. Costurile de deschidere ale unei ocne de sare se ridicau deobicei la peste 5.000 florini (guldeni) de argint.

## Personalități
- Vilmos Nagy (1884-1976), general, drept între popoare

## Galerie de imagini

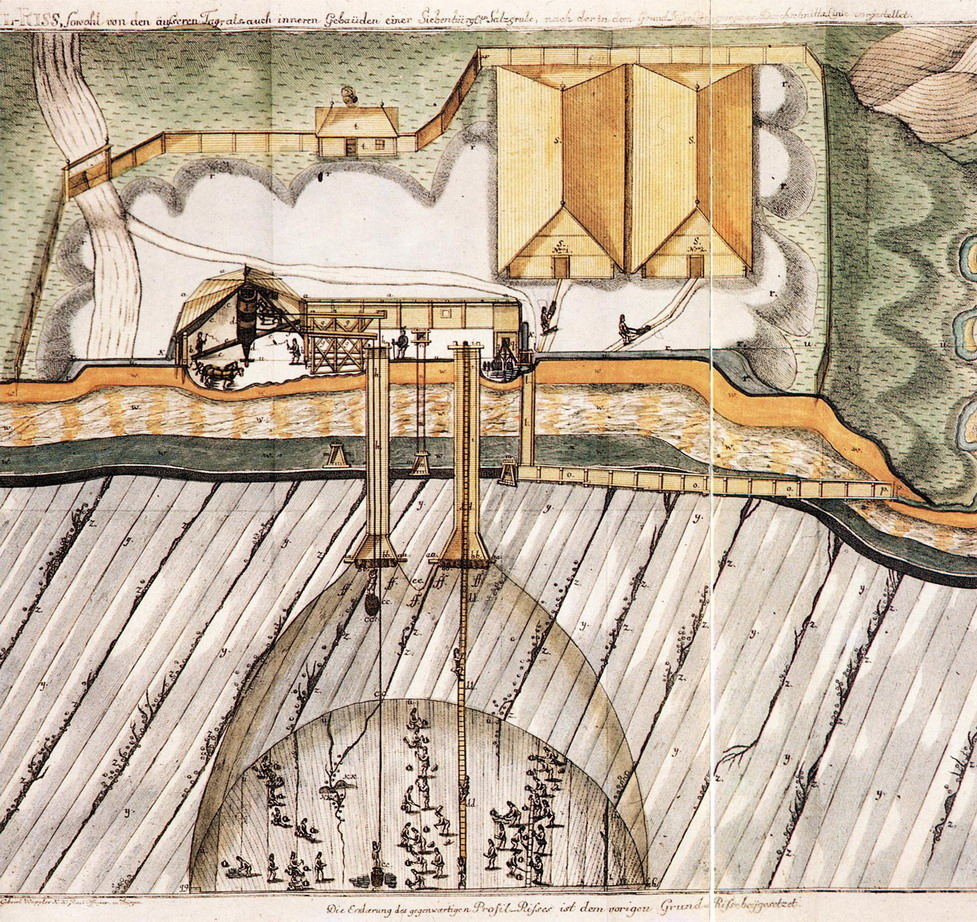
Secțiune schematică printr-o ocnă veche de sare din Transilvania și Maramureș (după Johann Fichtel, 1780)
Vârful muntos pe care se află Cetatea Rapsonné (desen din sec.XIX)
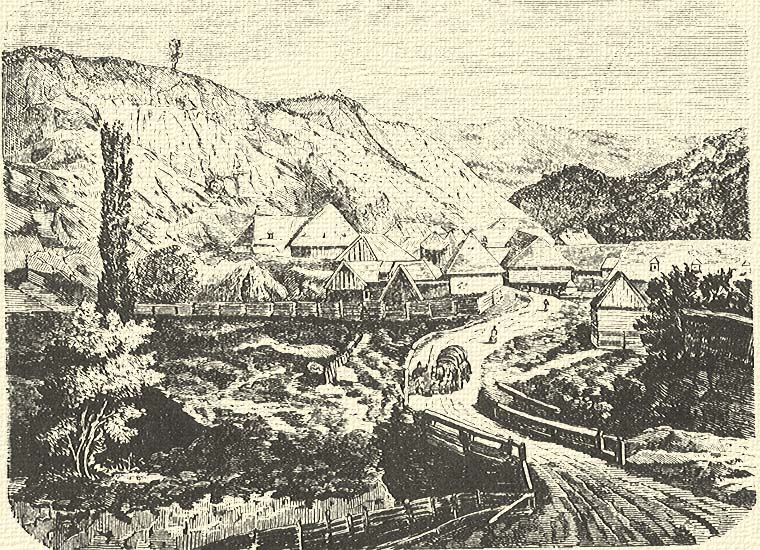
Praid (zona puțului vechi de extracție; desen din sec.XIX)
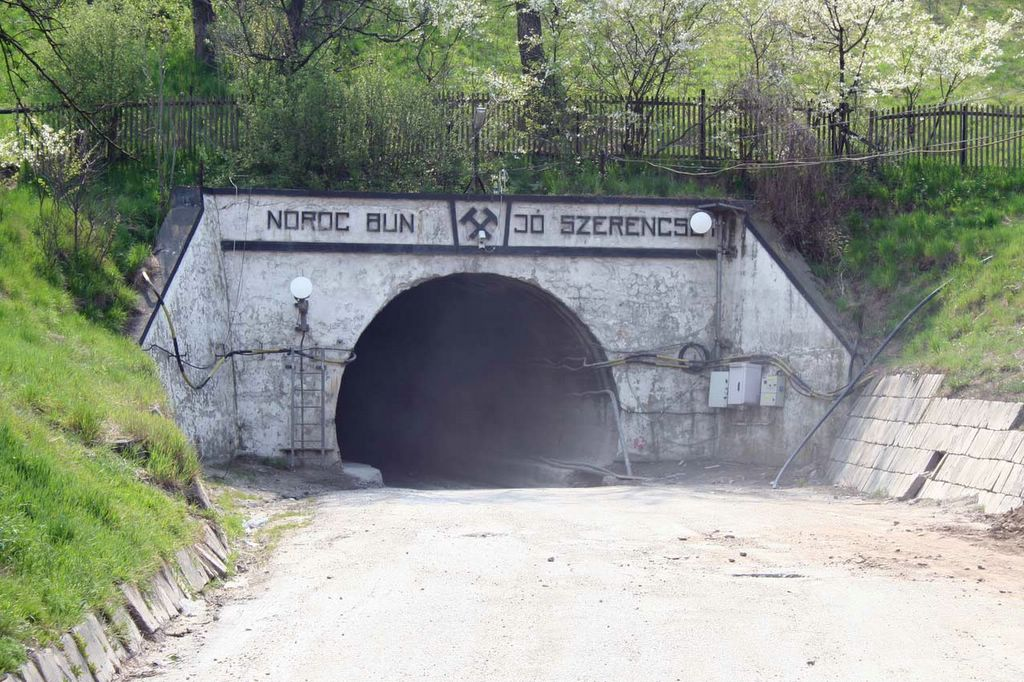
Salina Praid (intrarea in galeria minei noi)
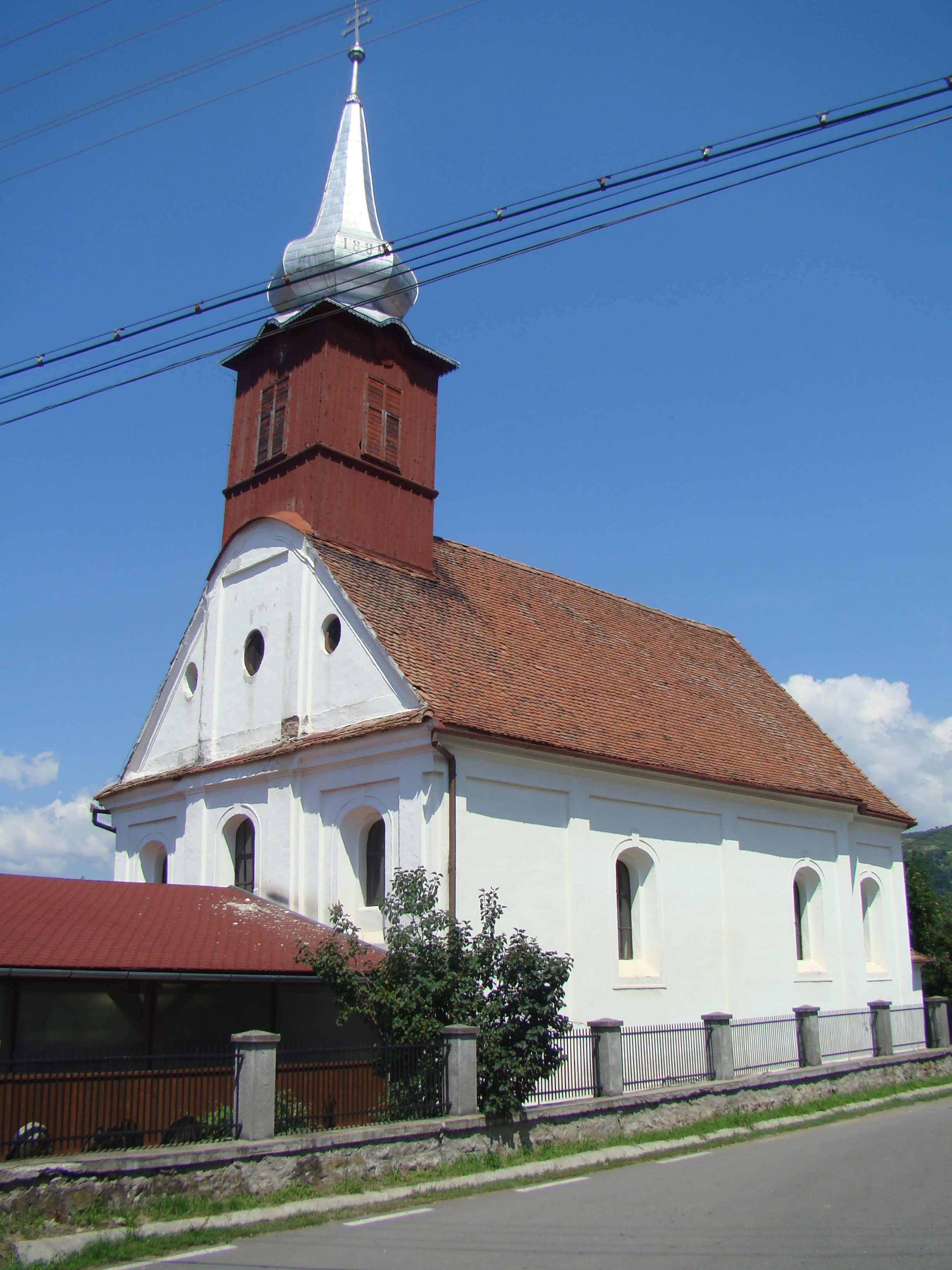
Biserica romano-catolică veche (1800)
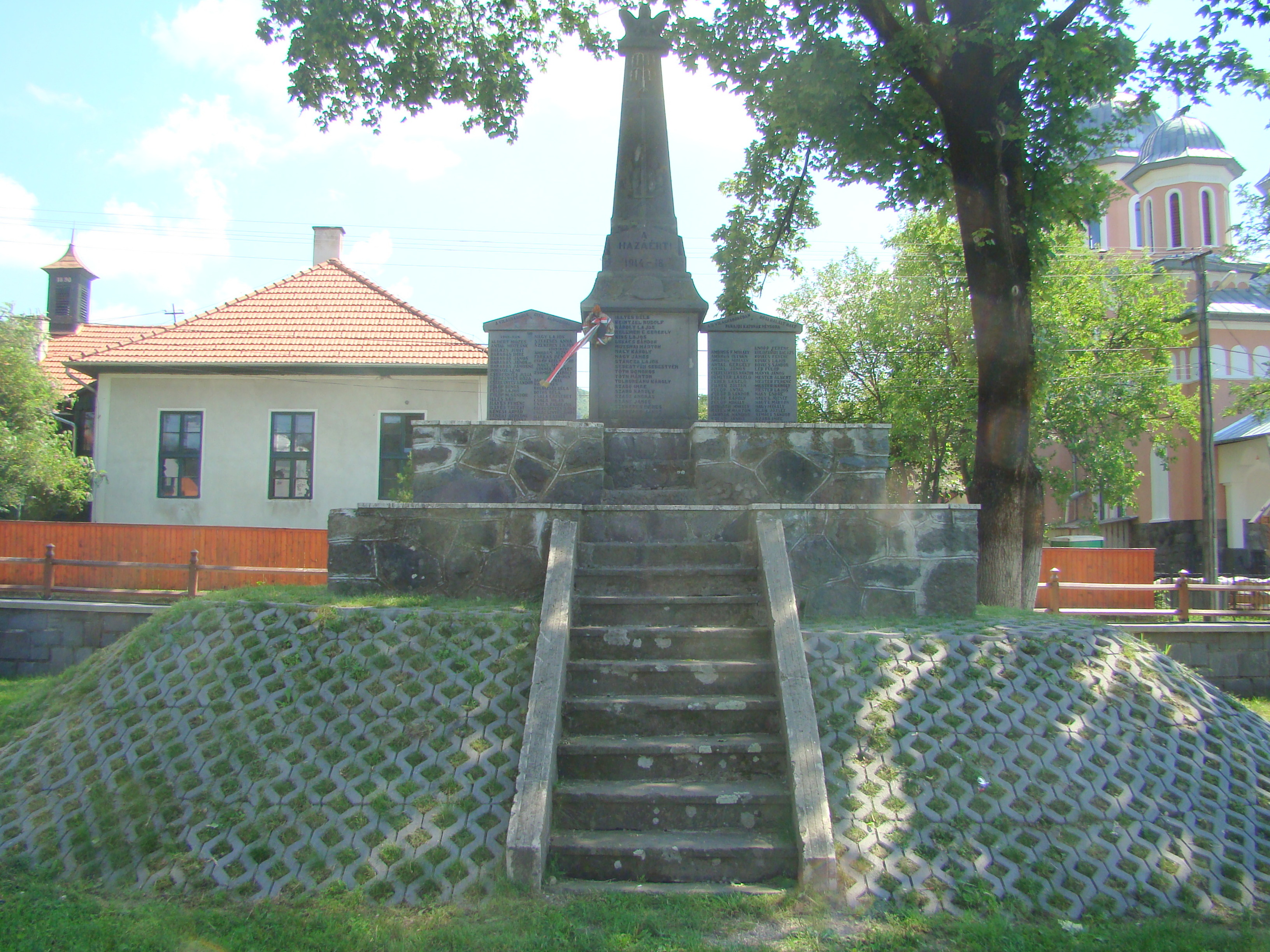
Monumentul eroilor din parcul comunei
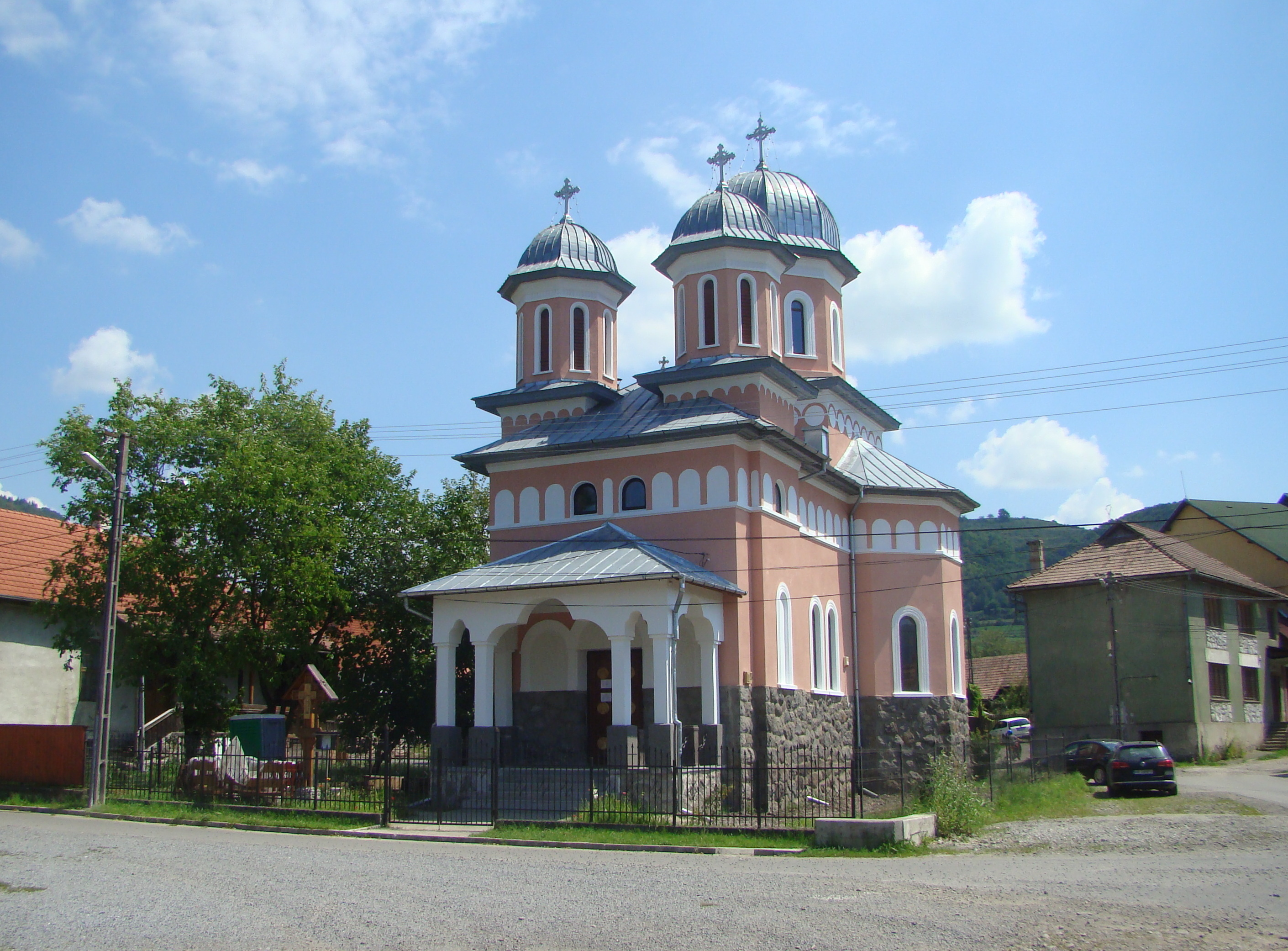
Biserica ortodoxă „Sfânta Treime” (1929)
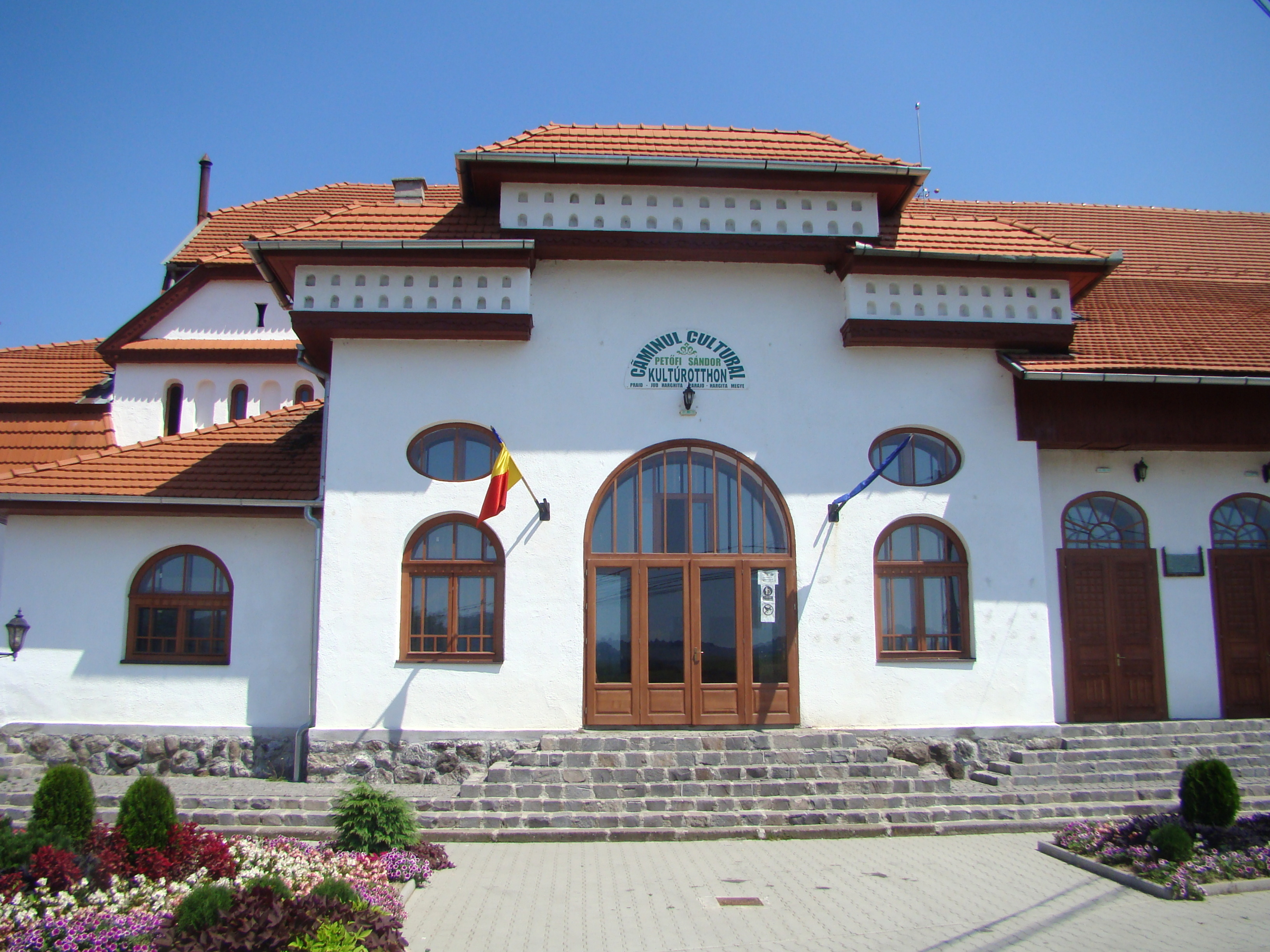
Căminul cultural „Petőfi Sándor”
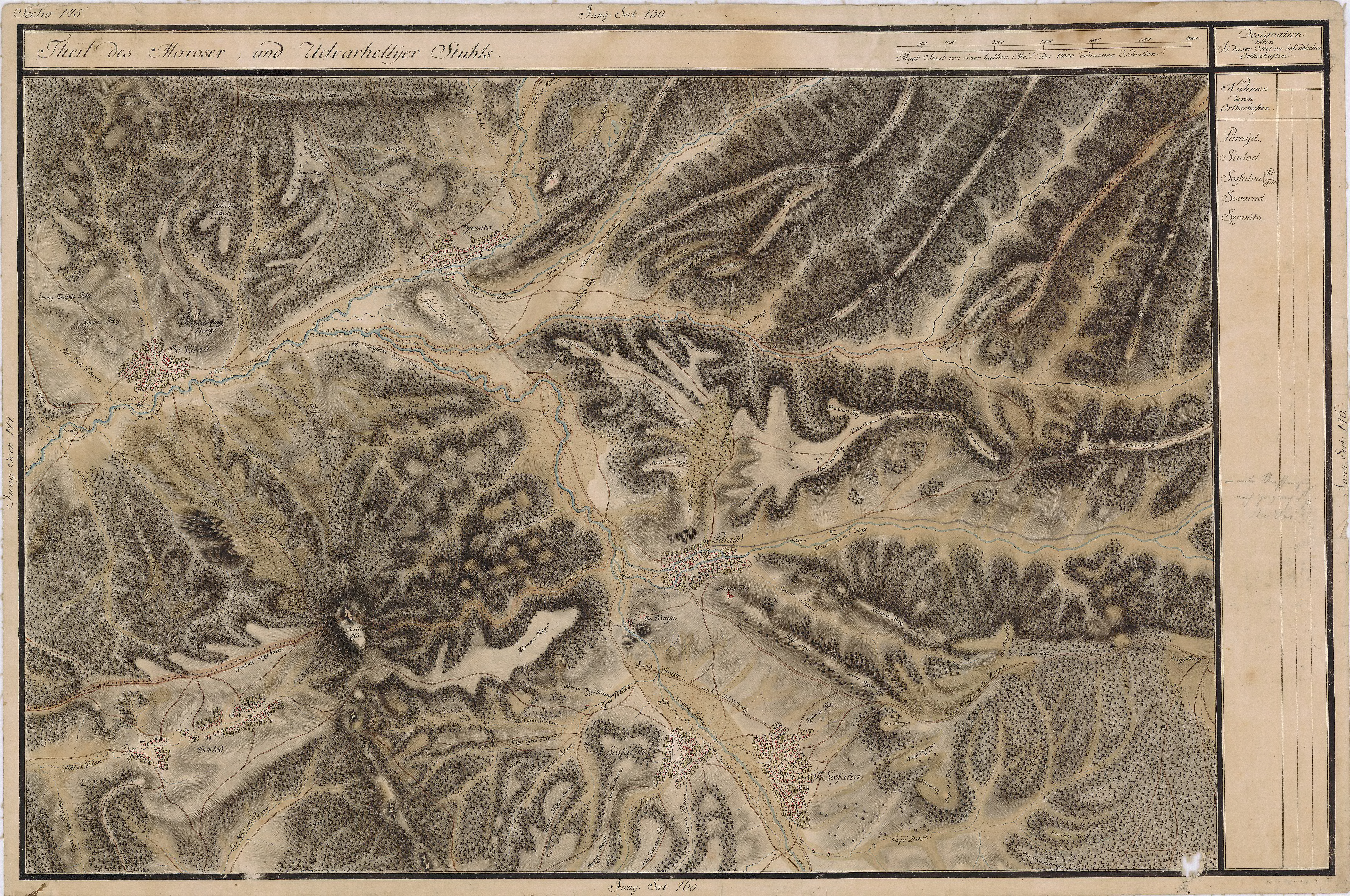
Praid (Parajd) pe Harta Iosefinică